# Gino Soldà
Gino Duilio Soldà, nome di battaglia "Paolo" (Valdagno, 8 marzo 1907 – Recoaro Terme, 8 novembre 1989), è stato un alpinista, partigiano, imprenditore, guida alpina e maestro di sci italiano.
Viene ricordato anche per aver preso parte alla spedizione italiana che nel 1954 raggiungerà la vetta del K2, di cui era caposquadra.

## Biografia
Secondogenito di sei figli nati dall'unione di Leone Soldà, di professione guardia municipale, e Maria Zarantonello, ostetrica e levatrice, nasce a Valdagno ma ben presto si trasferisce con la famiglia a Recoaro Terme, ai piedi delle Piccole Dolomiti.
Rimasto orfano di padre a soli 12 anni, subito manifesta la passione per la montagna e, grazie ad un fisico atletico, inizia a sciare e a scalare ancor prima di compiere i 18 anni; a 17 anni scala in prima invernale solitaria la parete est del Baffelan; a 21 vince il Campionato di fondo della Divisione Alpina.
Dopo il servizio di leva, nel 1928 diviene guida alpina e prende in gestione con il fratello Aldo l'allora rifugio "De Pretto" al passo Campogrosso, ed inizia a mettersi in luce per le sue prime aperture di vie di roccia nella zona, in particolare sulla Sisilla, sul pilastro nord-est del Baffelan e sul Dito di Dio nel Gruppo del Carega.

### Gli anni Trenta
L'ascesa dell'alpinista Soldà avviene sicuramente nel decennio precedente la seconda guerra mondiale, dove le sue doti polivalenti ed il suo carattere di apertura verso il mondo gli fanno conquistare la fama di alpinista completo e tra i più forti in Italia, contribuendo ad innalzare le difficoltà fino al VI grado sia sulle montagne di casa che su tutte le Dolomiti.

#### III Giochi olimpici invernali
Accanto all'assidua apertura di nuovi itinerari coltiva anche un'ottima tecnica nello sci da discesa, nello sci di fondo e pure nel salto con gli sci, tanto che viene chiamato a partecipare alle Olimpiadi invernali di Lake Placid del 1932 come fondista, classificandosi al 26º posto della 18 km maschile, alle spalle di Andrea Vuerich.
Da quell'esperienza Gino divenne prima maestro di sci e poi anche imprenditore, fondando nel 1934 un laboratorio di studio e produzione di scioline (Scioline Soldà), tuttora attivo e gestito ancora dalla famiglia. Nel 1936 gli viene conferita la medaglia d'oro al valor atletico da Benito Mussolini per le sue imprese sul Sassolungo e sulla Marmolada.
Nel 1938 sposa Lena Trevisan, dalla cui unione nasceranno la figlia Evi ed il figlio Manlio.

### Prime ascensioni
Delle sue prime ascensioni di quel periodo ricordiamo in particolare:
- Diretta alla parete sud della Sisilla con F.Bertoldi nel 1932 (prima via di VI grado sulle Piccole Dolomiti).
- Diretta alla punta Sibèle con R.Carlesso nel 1933 (Piccole Dolomiti).
- Parete sud-est del Dente del Sassolungo con Bertoldi nel 1934.[6].[7]
- Parete sud-ovest dell'Ortles con Pirovano nel 1934.
- Parere nord-est del Dito di Dio con il fratello Italo e L.Dal Lago nel 1935.
- 1° Torre del Sassopiatto con Bertoldi nel 1936
- Campanile Nord del Sassolungo con Bertoldi nel 1936.
- Parete sud-ovest della Marmolada con U.Conforto nel 1936, battendo sul tempo Castiglioni e Detassis.
- Spigolo sud della Torre di Babele nel gruppo del Civetta con il fratello Italo nel 1937.

### Nella Resistenza
Durante la seconda guerra mondiale inizialmente continua a praticare l'attività di guida alpina presso il rifugio Locatelli alle Tre Cime di Lavaredo, collezionando importanti prime ripetizioni su roccia e piazzamenti nei campionati di sci, ma dopo l'8 settembre torna a Recoaro e partecipa alla lotta di liberazione partigiana. Entrato in clandestinità, aiuta Rinaldo Arnaldi e Torquato Fraccon nel compito di espatriare ebrei ricercati in Svizzera, e con il supporto di Fraccon fonda il battaglione "Tordo Valdagno", con il quale attacca la Legione Tagliamento a San Vito di Leguzzano. L'8 gennaio 1944 insieme a Mary Arnaldi, sorella di Rinaldo Arnaldi, conduce in salvo in Svizzera due fuggitivi alleati, il tenente inglese James Arthur Riccomini ed il capitano australiano Harold Peterson, ed il partigiano italiano Alberto Zanchi.

### Dopoguerra
Dopo la fine della guerra, Gino torna alla sua attività di guida al Passo Sella, ed in questo periodo continua ad inanellare prime ripetizioni e ad aprire nuovi itinerari in cordata con nomi illustri del panorama alpinistico mondiale del calibro di Giusto Gervasutti, Gaston Rébuffat, lo scoiattolo Ugo Pompanin.
In questo periodo conosce il medico statunitense Hans Kraus, ortopedico e alpinista, pioniere dell'arrampicata moderna negli Stati Uniti oltre che uno dei primi a dedicarsi alla medicina sportiva e alla riabilitazione, con il quale instaura un'amicizia profonda fino agli ultimi anni di vita.
Nel 1954 viene chiamato da Ardito Desio a far parte della spedizione italiana sul K2: con i suoi 47 anni è il più anziano fra gli alpinisti del gruppo e grazie alle sue doti atletiche ma anche caratteriali e di conoscenza della lingua inglese viene nominato da Desio caposquadra. Il 26 luglio 1954 raggiunge i 7100 metri del campo 7 sulla Piramide Nera.

### Gli ultimi anni
Dopo la vittoriosa spedizione al K2, Gino continua ad arrampicare e ad aprire nuovi itinerari sui monti di casa e sulle Dolomiti. Nel 1960 diventa attore protagonista, insieme a Wulf Sheffler, del film "Una cordata europea - Direttissima", documentario sull'apertura della via italo-svizzera sulla parete Nord della Cima Ovest di Lavaredo, del regista ed alpinista bavarese Lothar Brandler. Il film vince il premio "Mario Bello" del C.A.I. al Trento Film Festival del 1960.
Nel 1963 apre con il suo amico Hans Kraus una via sulla Torre dell'Emmele, Monte Cornetto, ultima via di VI grado aperta da Gino.
Dal 1965 viene nominato capostazione del Corpo nazionale di soccorso alpino della stazione di Recoaro-Valdagno da lui stesso fondata nel 1954 e mantiene questo incarico fino all'età di 81 anni. Nel 1967 smette di esercitare la professione di guida alpina e viene nominato guida alpina emerita.
Continua a praticare anche lo sport dello sci e vince per tre volte consecutive il campionato mondiale di Slalom Gigante - categoria over 70, nel 1980, 1981 e 1982.
Gino continuò ad arrampicare fino a tarda età e fece la sua ultima scalata all'età di 78 anni con il figlio Manlio e la nipote Giorgia, sul suo amato Baffelan. Muore a Recoaro all'età di 82 anni l'8 novembre 1989.

## Salite sulle Dolomiti
Nel seguente elenco sono riportate alcune delle salite più significative di Gino Soldà sulle Dolomiti:
- Via Soldà - Baffelan - 7 agosto 1928 - Prima salita con Aldo Soldà e Franco Bertoldi, 250 m/V-
- Via dell'Albero - Sengio della Sisilla - 1928 - Prima ascensione della parete, 150 m, V
- Via Diretta - Sengio della Sisilla - 1932 - Prima via di VI della catena del Sengio Alto, 120 m, VII-[16]
- Via Soldà - Piccole Dolomiti/Guglia Negrin - 1933 - Prima salita, 120 m/VI[17]
- Diretta Soldà-Carlesso - Piccole Dolomiti/Punta Sibele - 3 settembre 1933 - Prima salita con Raffaele Carlesso e Maria Luisa Orsini, parete est, 300 m/VII-[18]
- Via Soldà-Bertoldi - Dente del Sassolungo - 1934 - Prima salita della fessura della parete nord-est, 350 m, VI+.
- Via Soldà-Pirovano - Ortles - 1934 - Salita per via diretta della parete sud-ovest con G. Pirovano e due clienti, 700 m, V+, A1
- Via Soldà-Bertoldi - Campanile Wessely - 1936 - Salita del Gran Diedro della parete sud-est con Franco Bertoldi, 700 m, VI-
- Via Soldà-Conforto - Punta Penia - 1936 - Prima salita con Umberto Conforto, 550 m/VI,A1[19]
- Via Cassin-Ratti - Cima Ovest di Lavaredo - agosto 1936 - Terza salita con Raffaele Carlesso[20]
- Via Soldà-Bertoldi - Sassolungo - 25 agosto 1936 - Prima salita con Franco Bertoldi, parete nord, 1050 m/VI[21]
- Via Soldà - Monte Civetta/Torre di Babele - 27 luglio 1937 - Prima salita con Italo Soldà, 300 m/V+[22]
- Spigolo Nord-Est - Baffelan - 1937 - Salita del pilastro a sinistra della via del '28 col fratello Italo, 300 m, VI+
- Via Soldà - Gruppo del Sella/Piz Ciavazes - 1947 - Prima salita con Guido Pagani, 600 m/VII-,A1[23]
- Via Soldà - Moiazza/Pala delle Masenade - 1959 - Prima salita con Hans Kraus, 300 m/VI[24]

## Riconoscimenti
Sono a lui dedicati una struttura polifunzionale presso il rifugio alpino al Passo di Campogrosso, sulle Prealpi vicentine e un monumento nella sua città natale; viene ricordato anche da varie sezioni locali del C.A.I. ed a lui sono state intitolate la sezione del C.A.I. di Recoaro Terme e la scuola di montagna delle sezioni del C.A.I. di Valdagno, Recoaro Terme e Arzignano, oltre al palazzetto dello sport di Valdagno.